# Stojko Vranković
Stojan „Stojko“ Vranković (* 22. Januar 1964 in Drniš, SR Kroatien, SFR Jugoslawien) ist ein ehemaliger kroatischer Basketballspieler.

## Karriere
Vranković, der bei einer Körpergröße von 2,17 Metern auf der Position des Center spielte, begann seine Profikarriere bei KK Zadar, wo er bis 1989 unter Vertrag stand. In den folgenden zwölf Jahren seiner Karriere spielte er für mehrere europäische Spitzenmannschaften, mit denen er eine Reihe von Titeln errang. Sein bedeutendster Titel war der 1996 mit Panathinaikos Athen gewonnene Europapokal der Landesmeister. Vranković erwies sich dabei im Finale gegen den FC Barcelona als herausragender Akteur, als er wenige Sekunden vor Schluss beim Stand von 67:66 für Athen einen sichergeglaubten Korbleger nach einem Fastbreak der Spanier blockte und somit seiner Mannschaft den Sieg sicherte. Neben seiner europäischen Laufbahn spielte Vranković auch bei drei verschiedenen Vereinen in der NBA, wo er mit den Boston Celtics zwei Division-Titel gewinnen konnte. Er bestritt 173 NBA-Spiele. Seinen besten Punkteschnitt in einer NBA-Saison erreichte er 1996/97 (3,4/Spiel), in derselben Saison verbuchte er pro Einsatz statistisch 1,3 Blocks, auch das war sein NBA-Höchstwert.
Neben einer erfolgreichen Karriere als Vereinsspieler kann Vranković, dessen große Stärke das Blocken gegnerischer Würfe war, auch auf eine Reihe von Erfolgen als Nationalspieler vorweisen. 1989 wurde er mit der jugoslawischen Nationalmannschaft Europameister. Zudem gewann Vranković zwei Mal die Silbermedaille bei Olympischen Spielen: 1988 mit Jugoslawien und 1992 mit Kroatien. 1986 und 1994 wurde er Dritter der Weltmeisterschaft. Seine besten Werte in zwei wichtigen statistischen Kategorien verbuchte Vranković  bei einem großen internationalen Turnier bei der WM 1994 (8,4 Punkte und 9,4 Rebounds je Begegnung).
2016 wurde er ins Amt des Präsidenten des kroatischen Basketballverbands gewählt. Sein Sohn Antonio Vranković wurde ebenfalls Leistungsbasketballspieler.

## Titel
- Griechischer Meister: 1990
- Griechischer Pokalsieger: 1993, 1996
- Italienischer Meister: 2000
- Europapokal der Landesmeister: 1996
- Europameister: 1989
- Bronzemedaille bei Europameisterschaften: 1987, 1993, 1995
- Bronzemedaille bei Weltmeisterschaften: 1986, 1994
- Silbermedaille bei Olympischen Spielen: 1988, 1992